# Alsószálláspatak
Alsószálláspatak románul: Sălaşu de Jos, falu Romániában, Erdélyben, Hunyad megyében.

## Fekvése
Hátszegtől délre, a Sztrigy bal oldali völgyében fekvő település.

## Története

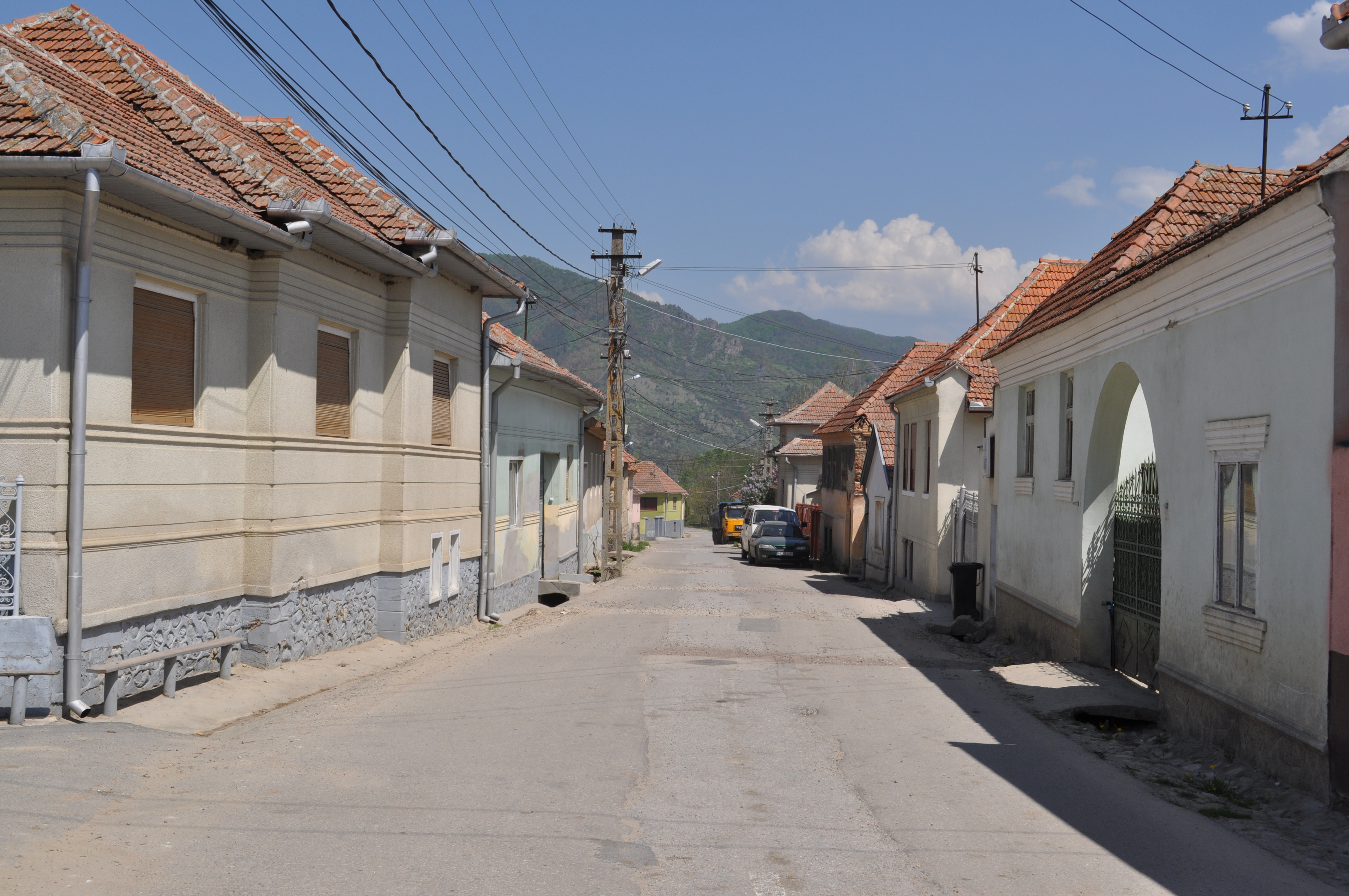
Alsószálláspataki utcakép

Alsószálláspatak, Szálláspatak nevét 1360-ban  Zallas néven említette először oklevél. A későbbiekben neve többféle formában is előfordult, így: 1392-ben p. Zalaspathaka, 1404-ben p. seu keneziatus Zallaspataka, 1457-ben p. Alsozallas, 1493-ban  Zallas, 1514-ben p. Alsozallaspathaka, 1733-ban  Also-Szállás, 1750-ben  Also Szalas, 1760–1762 között Alsó Szállás Pataka, 1808-ban Szálláspataka (Alsó-, 1913-ban Alsószálláspatakként említették.
1519-ben Zalaspathaka Hátszeg vára és több román kisnemes: Szálláspataki, Szálláspataki Kovács, Szerecsen, Szentgyörgyi és más birtokosok birtoka volt. 1440-ben Zalaspathaka-i Dénest tiltották a birtokfoglalástól.
A trianoni békeszerződés előtt Hunyad vármegye Puji járásához tartozott.
1910-ben 493 lakosából 488 román volt. Ebből 482 görögkatolikus, 11 görögkeleti ortodox volt.

## Források

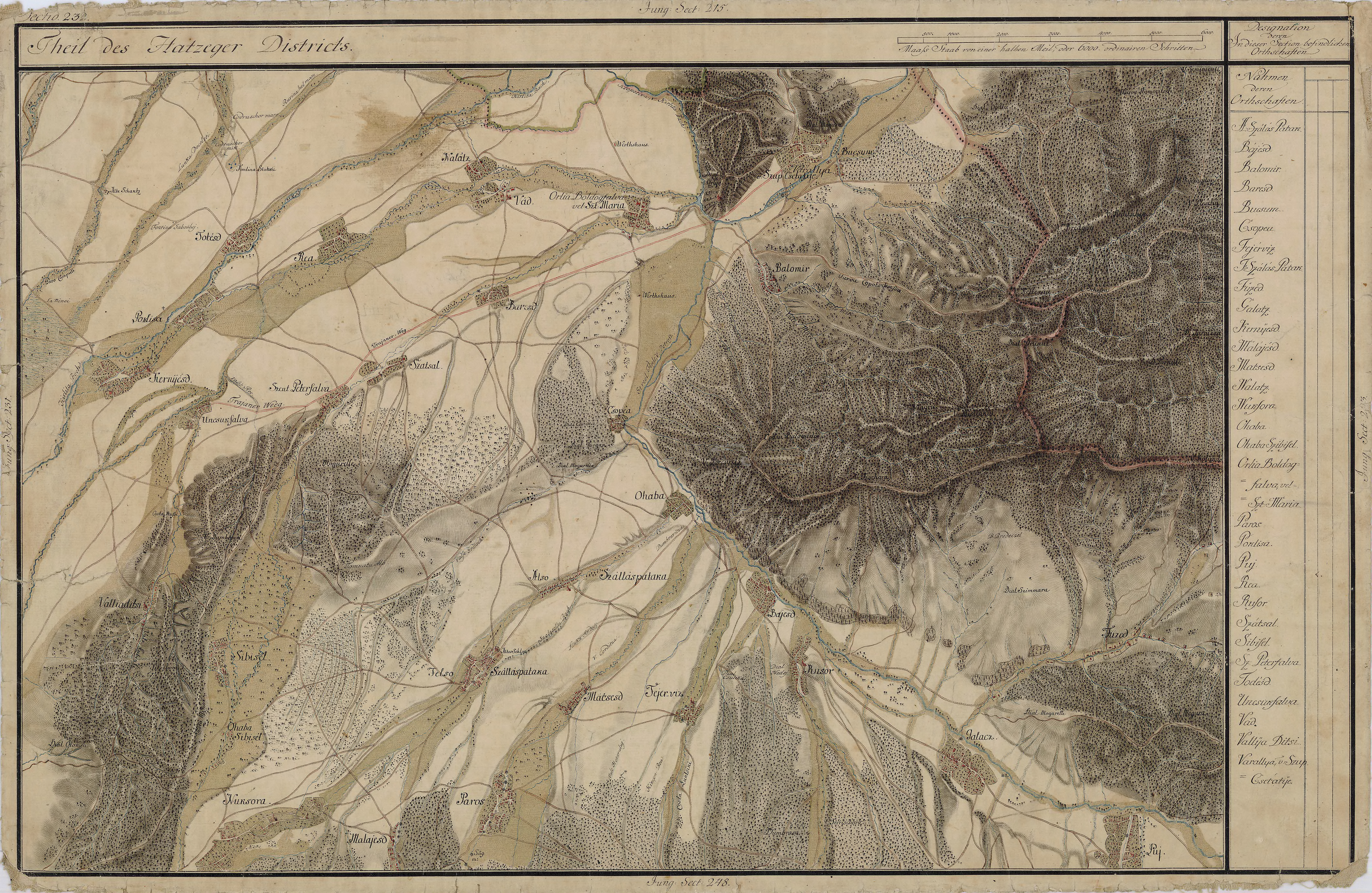
Alsószálláspatak egy régi térképen